# Féliks Blumenfeld
Féliks Mikhàilovitx Blumenfeld, rus: Фе́лікс Миха́йлович Блуменфе́льд, (Elisabetgrad, Rússia Imperial, 19 d'abril de 1863 - Moscou, 21 de gener de 1931) fou un compositor, pianista i director d'orquestra de la Unió Soviètica.
Es va distingir com a compositor, pianista i director d'orquestra. Estudià en el Conservatori de Sant Petersburg amb Theodore Stein (piano) i Rimski-Kórsakov. En acabar els estudis fou nomenat professor d'aquell Conservatori, al claustre del qual va romandre fins al 1918 i on va tenir alumnes com Nikolai Sxerbatxov, o la ucraïnesa Levina. Fou mestre de cors i durant algun temps director d'orquestra del teatre Mariïnski, en el qual celebrà nombrosos concerts simfònics.
La seva obra com a compositor inclou una simfonia i un quartet de corda; però el que principalment li'n donà renom són les seves obres per a piano, i especialment els:
- Vint-i-quatre preludis;
- un Allegro de concert amb acompanyament d'orquestra;
- una Sonata-Fantasia, de gran efecte pianístic.

També va compondre i publicà moltes cançons.